# Rotterdamse kolentram
De Rotterdamse kolentram is een voormalige elektrisch goederentrambedrijf in Rotterdam. Over een traject met een lengte van circa 1 kilometer tussen de haven en de elektriciteitscentrale reden tussen 1933 en 1976 elektrische trams.

## Infrastructuur
Het laden van de trams geschiedde van boven. Dit had tot gevolg dat de bovenleiding schuin boven de baan werd aangebracht, net zoals gedeeltelijk plaatsvond bij de Arnhemse zandtrams. 

## Materieel
In 1933 werd bij Werkspoor motorwagen I aangeschaft. Deze werd vanaf 1934 gebruikt toen de elektriciteitscentrale aan de Galileistraat in gebruik werd genomen. Wagen I werd deels opgebouwd en onderdelen die afkomstig waren van de RET, waaronder pantograaf, schakelkasten, weestanden en motoren. Zo werd dezelfde motor gebruikt als in die in de serie 71-126 van de Rotterdamse tram.
Een jaar later werd motorwagen 76 van de RET gekocht en daarna gebruikt voor rangeerwerk en werkzaamheden. Waarschijnlijk werd deze wagen in de Tweede Wereldoorlog afgevoerd.
In 1949 leverde Werkspoor motorwagen II af, ter uitbreiding van de capaciteit en als reserve.

## Einde
In 1976 werd door de Minister van Milieu besloten deels te stoppen met kolen- en oliegestookte elektriciteitscentrales. Op 27 november van dat jaar werd een open dag georganiseerd. Het was gelijk de laatste dag waarop de trams reden.